# Aguirre (ścieżka dźwiękowa)
Aguirre – wydany w 1975 roku siódmy album studyjny niemieckiego zespołu krautrockowego Popol Vuh, a zarazem ścieżka dźwiękowa do filmu Aguirre, gniew boży Wernera Herzoga.

## Lista utworów
Opracowano na podstawie materiału źródłowego.
Muzykę napisali Florian Fricke (A1, A3, A4, B1, utwór dodatkowy na CD) i Daniel Fichelscher (A2).
Wydanie LP:
Strona A:
| Nr | Tytuł utworu     | Długość |
| -- | ---------------- | ------- |
| 1. | „Aguirre I”      | 7:22    |
| 2. | „Morgengruss II” | 2:55    |
| 3. | „Aguirre II”     | 6:15    |
| 4. | „Agnus Dei”      | 3:03    |
|    |                  | 19:35   |

Strona B:
| Nr | Tytuł utworu        | Długość |
| -- | ------------------- | ------- |
| 1. | „Vergegenwärtigung” | 16:51   |
|    |                     | 16:51   |

Wydanie CD (SPV Recordings 2004) – utwór dodatkowy:
| Nr | Tytuł utworu  | Długość |
| -- | ------------- | ------- |
| 1. | „Aguirre III” | 7:16    |
|    |               | 7:16    |

## Twórcy
Opracowano na podstawie materiału źródłowego.
Muzycy:
- Florian Fricke – fortepian, szpinet
- Daniel Fichelscher – gitara elektryczna, gitara akustyczna, instrumenty perkusyjne
- Djong Yun – śpiew

Produkcja:
- Popol Vuh – produkcja muzyczna
- Florian Fricke – aranżacja